# داود مؤید امینی
داود مؤید امینی سیاست‌مدار ایرانی بود، که در  دوره بیست و دوم  به‌عنوان نماینده اردبیل در مجلس شورای ملی حضور داشت.